# Thủy điện Ngòi Hút
Thủy điện Ngòi Hút gồm các thủy điện xây dựng trên dòng ngòi Hút tại vùng đất tỉnh Yên Bái, Việt Nam .
Năm 2017 có 3 bậc thủy điện hoạt động với tổng công suất lắp máy 66,8 MW .

## Các bậc thủy điện Ngòi Hút
Thủy điện Ngòi Hút 1 công suất lắp máy 8,4 MW, sản lượng điện hàng năm 36 triệu KWh, khởi công 2007, hoàn thành 2011, xây dựng tại xã Phong Dụ Thượng 21°48′28″B 104°26′05″Đ / 21,807767°B 104,43465°Đ.
Thủy điện Ngòi Hút 2 có công suất lắp máy lắp máy 48 MW với 2 tổ máy, sản lượng điện hàng năm 209 triệu KWh, xây dựng tại xã Nậm Có, huyện Mù Cang Chải, khởi công tháng 11/2010, hoàn thành tháng 1/2015 .
Thủy điện Ngòi Hút 2A công suất lắp máy 8,4 MW bắt đầu xây dựng năm 2015 tại xã Nậm Có, huyện Mù Cang Chải, hoạt động liên hoàn với Ngòi Hút 2 .21°46′25″B 104°23′46″Đ / 21,773615°B 104,396062°Đ

## Ngòi Hút
Ngòi Hút là một phụ lưu cấp 1 của sông Hồng, dài chừng 65 km, chảy ở các huyện phía tây tỉnh Yên Bái .
Ngòi Hút bắt nguồn từ hợp lưu của nhiều suối ở xã Cao Phạ huyện Mù Cang Chải tỉnh Yên Bái, chảy quanh co về hướng đông 21°46′2″B 104°15′56″Đ / 21,76722°B 104,26556°Đ.
Sau đó sông uốn lượn đổi hướng đông bắc, chảy qua các xã Phong Dụ Thượng, Phong Dụ Hạ đến xã Đông An huyện Văn Yên thì đổ vào sông Hồng bên bờ phải 21°58′12″B 104°34′30″Đ / 21,97°B 104,575°Đ.

## Chỉ dẫn
1. ↑  Trong tiếng Việt thì "Ngòi" có nghĩa là sông, suối.